# منتخب البرتغال تحت 19 سنة لكرة القدم للسيدات
منتخب البرتغال تحت 19 سنة لكرة القدم للسيدات هو ممثل البرتغال الرسمي في المنافسات الدولية في كرة القدم في فئة كرة قدم تحت 19 سنة للسيدات .